# Краснояровка (Дальнереченский городской округ)
В Яковлевском районе Приморья тоже есть посёлок Краснояровка.
Красноя́ровка — упразднённая деревня в Дальнереченском городском округе Приморского края.. Исключена из учётных данных в 2024 году.

## География
Деревня Краснояровка расположена между правым берегом реки Уссури и Транссибом.
Расстояние до села Лазо и одноимённой станции Дальневосточной железной дороги около 1 км (на восток), расстояние до Дальнереченска (на север) около 7 км.
Деревня Краснояровка находится в пограничной зоне, посещение при наличии пропуска.

## Население
| 2002 | 2010 |
| ---- | ---- |
| 0    | →0   |